# Extrapool
Extrapool is een podium en productiehuis voor alternatieve en experimentele muziek, beeldende kunst en film in Nijmegen. Extrapool is aan het begin van de jaren tachtig vanuit krakerskringen ontstaan rondom het kunstenaarsinitiatief Knust. Extrapool organiseert regelmatig activiteiten en is buiten de stad vooral bekend door de publicaties van de eigen uitgeverij.